# Claire Richard (actrice française)
Pour les articles homonymes, voir Claire Richard et Richard.
Claire Richard, est une actrice française, née à Hanoï au Viêt Nam. Elle jouait des rôles de jeunes femmes asiatiques dans des films érotiques et des comédies des années 1970.

## Filmographie

### Cinéma
- 1975 : Emmanuelle l'antivierge : Wong
- 1977 : Madame Claude : Keiko
- 1978 : La Carapate : Blanche Hirondelle « Bach Yen »